# Dianoia
Dianoia (Oudgrieks: διάνοια) is bij Plato het redenerende of discursieve verstand. Met de nous maakt het deel uit van het verstandelijk kennen. De rationele dianoia heeft echter vooronderstellingen die in tegenstelling tot de hogere, beschouwende intuïtieve nous niet gefundeerd zijn. Aristoteles verdeelde de dianoia verder onder in de theoretische epistèmè en de praktische technè en phronèsis.